# Canon de 37 mm SA 38
Pour les articles homonymes, voir Canon de 37 mm.
Le canon de 37 mm SA modèle 1938 est un canon de char développé pour l'Armée de terre française par l'atelier de construction de Puteaux. Remplaçant le canon de 37 mm SA modèle 1918, il équipe une partie des chars légers français en 1940.

## Historique
C'est la guerre d'Espagne qui fait prendre conscience du besoin d'équiper les chars légers d'un canon apte au  combat antichar. Les chars légers d'infanterie adoptés en 1935 (Renault R35, Hotchkiss H35 et FCM 36) avaient conçus pour accompagner l'infanterie en détruisant les points de résistance ennemis et sont donc équipés du vieux canon de 37 mm SA 18 des chars FT. Bien que le nouveau canon modèle 1938 soit plus long et apte à percer le blindage des chars de l'époque, il reste destiné à tirer majoritairement des obus explosifs et l'Armée commande cinq fois plus d'obus explosifs que d'obus de rupture.
La production commence fin 1939. Les Hotchkiss H35 en service en 1939 dans les DCR (infanterie) et les DLM (cavalerie) doivent être réarmés à raison d'un sur quatre, tout comme quelques chars en réserve,. Le SA 38 équipe les chars H39 à partir du 480e produit, ainsi que les derniers char R35 et les R40. 800 exemplaires sont produits jusqu'à la défaite française de juin 1940.

## Caractéristiques
Le canon est long de 34 calibres.
Son obus de rupture (OR) modèle 1938 de 0,7 kg perce 30 mm de blindage à 400 m. Tiré avec une vitesse initiale de 705 m/s, sa portée est de 800 m. La cadence de tir est de 30 coups/min.